# River Chelmer
River Chelmer är ett vattendrag i Storbritannien.   Det ligger i riksdelen England, i den sydöstra delen av landet, 60 km öster om huvudstaden London.